# جون ميدوس روديل

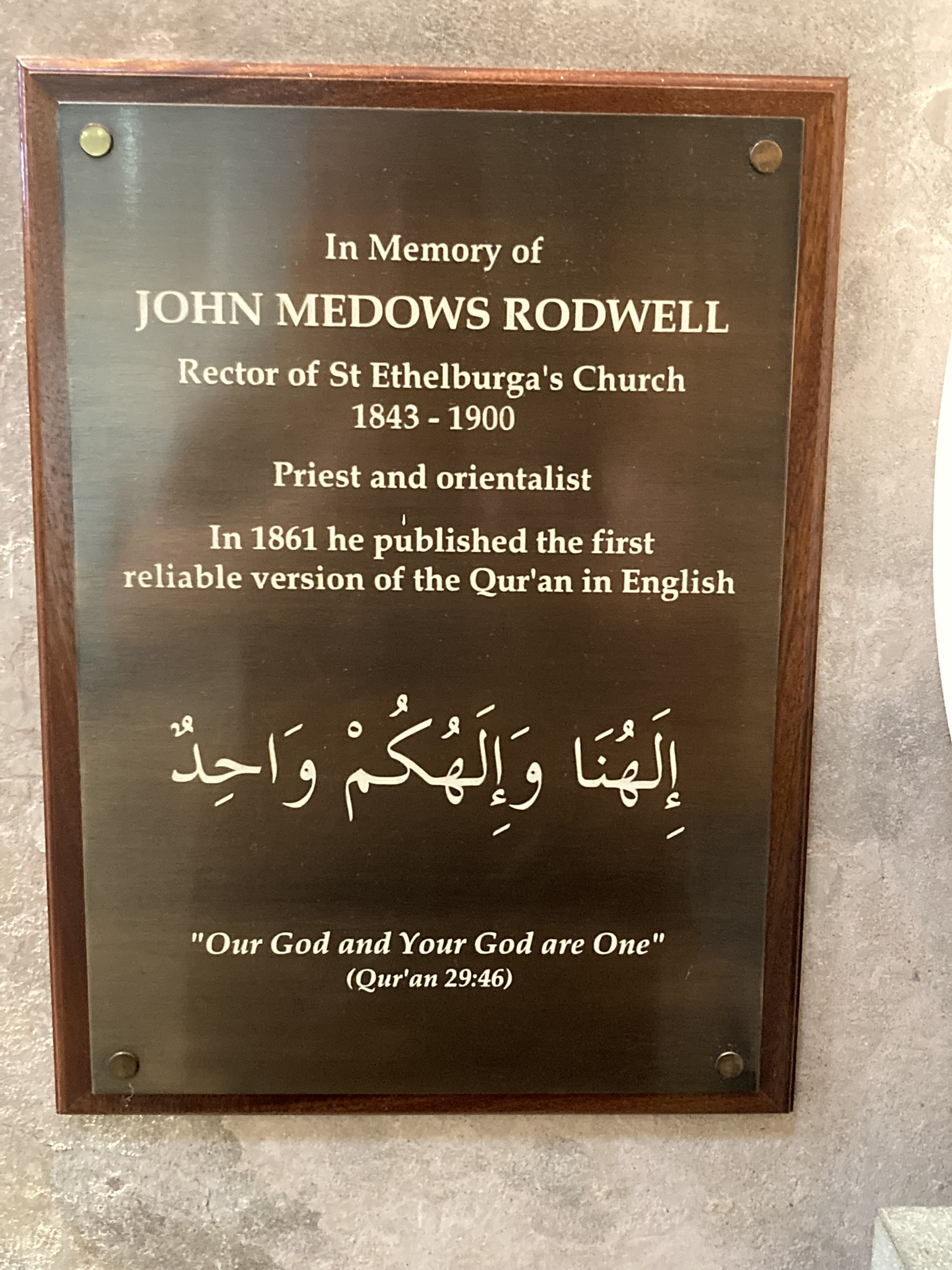
لوحة تذكارية مخصصة لذكرى جون ميدوز رودويل في كنيسة سانت إيثيلبورجا بيشوبسجيت

جون ميدوس روديل (بالإنجليزية: John Medows Rodwell) (1808-1900) مترجم من العربية للإنجليزية، وصديق لشارل داروين ومسجلين في كامبريدج.
أصبح رجل دين إنكليزي لكنيسة إنجلترا وأحد دارسي العالم الإسلامي من غير المسلمين. شغل منصب عميد لسان بطرس بلندن ما بين 1836-1843 وعميد سانت اثلبرج وبيشوبس بلندن ما بين 1843-1900. وقد حافظ على مراسلة داروين بعد تخرجهما.

## أعماله
- The Koran (Rodwell) (1861)

## روابط خارجية
- Al-Quran مشروع يضم ترجمة جون ميدوس روديل للقرآن.
- مؤلفات John Medows Rodwell في مشروع غوتنبرغ (كمترجم)